# Isidre Puig Boada
Isidre Puig Boada (ur. 1891 w Barcelonie, zm. 1987 tamże) – hiszpański architekt, Katalończyk.

## Życiorys
Boada należał do niewielkiej elitarnej grupy architektów współpracujących z Antonim Gaudím. Współpraca dotyczyła różnych dzieł tego ostatniego. Młody Boada spotkał Gaudíego, będąc jeszcze studentem w 1914. Gdy Gaudí zmarł w 1926, Boada pracował przy kościele Sagrada Família w Barcelonie wraz z Domènec Sugrañes i Gras. W 1950 Boada został naczelnym dyrektorem prac. We współpracy z Francesc de Paula Quintana i Vidal oraz Lluís Bonet i Garí i byli odpowiedzialni za nową fasadę Męki Pańskiej. Był autorem projektów różnych budynków w Barcelonie i Blanes. Zaprojektował kościoły w Mollerussie, Pujalt, Balaguer, Artesa de Segre, Térmens, Palau-solità i Plegamans (Kościół Sant Genís). Był odpowiedzialny za prace przy katedrze w Solonie, gdzie zaprojektował też budynek seminarium duchownego.
W 1929 architekt opublikował El temple de la Sagrada Família, zaś w 1976 L'església de la Colònia Güell. W 1982 wydane zostały Myśli Gaudíego, kolekcja artykułów na temat na temat prac Gaudíego. W dziele tym autor przedstawił poglądy mistrza na tematy polityczne i społeczne.